# Itheum alboscutellare
Itheum alboscutellare är en skalbaggsart som beskrevs av Stefan von Breuning 1940. Itheum alboscutellare ingår i släktet Itheum och familjen långhorningar. Inga underarter finns listade i Catalogue of Life.